# 65210 Stichius
65210 Stichius è un asteroide troiano di Giove del campo greco. Scoperto nel 2002, presenta un'orbita caratterizzata da un semiasse maggiore pari a 5,1483056 UA e da un'eccentricità di 0,0556016, inclinata di 16,56386° rispetto all'eclittica.
L'asteroide è dedicato a Stichio, comandante degli ateniesi nelle file greche della guerra di Troia.